# Greve climática de setembro de 2019

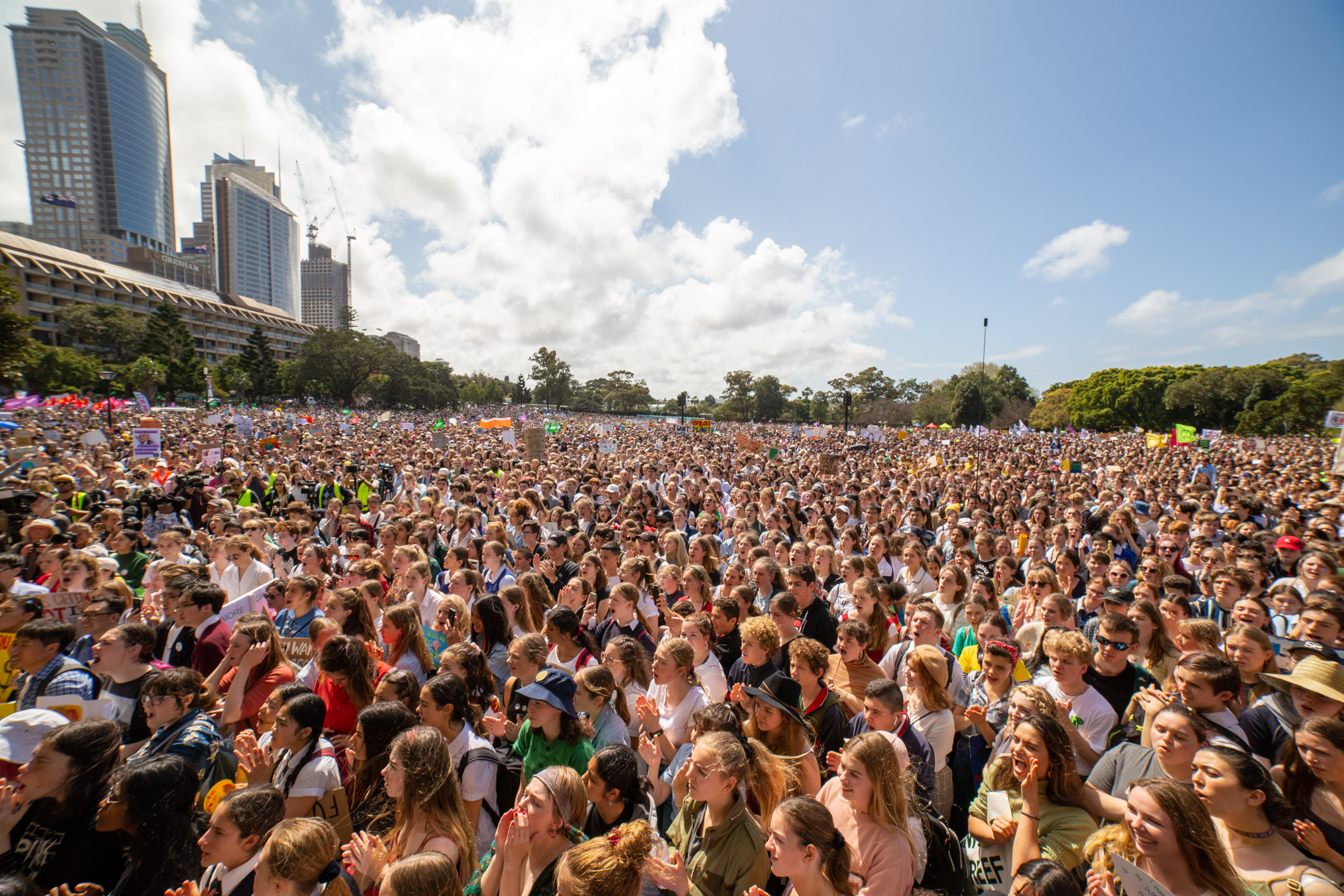
Manifestantes da greve climática em Sydney.

As greves climáticas de setembro de 2019, também conhecidas como Semana Global do Futuro, foram uma série de greves e protestos internacionais liderados por jovens e adultos para exigir que sejam tomadas medidas para combater as mudanças climáticas. As greves ocorreram entre 20 de setembro, três dias antes da cimeira de ação climática das Nações Unidas, e 27 de setembro. Os protestos ocorreram em 4 500 locais em mais de 150 países. O evento fez parte da greve escolar pelo movimento climático, inspirado pela ativista climática sueca Greta Thunberg.
Os protestos de 20 de setembro foram provavelmente as maiores greves climáticas da história mundial, porque os organizadores relataram que mais de 4 milhões de pessoas participaram das greves em todo o mundo, incluindo 1,4 milhão de participantes na Alemanha. Estima-se que 300 000 manifestantes participaram de greves na Austrália, outras 300 000 pessoas se juntaram a protestos no Reino Unido e manifestantes em Nova Iorque — onde Greta Thunberg fez um discurso — totalizaram aproximadamente 250 000. Mais de 2 000 cientistas em 40 países se comprometeram a apoiar as greves.
Uma segunda onda de protestos ocorreu em 27 de setembro, com mais de 2 400 protestos planejados. Foram relatados números de 1 milhão de manifestantes na Itália e 170 000 pessoas na Nova Zelândia. No Canadá, onde Greta Thunberg deve falar, o conselho escolar de Montreal cancelou as aulas para seus 114 000 alunos.

## Contexto
A greve foi a terceira greve global da greve escolar pelo movimento climático. A primeira greve em março de 2019 teve 1,6 milhão de participantes de mais de 125 países. A segunda, que ocorreu em maio de 2019, foi marcado para coincidir com a eleição do Parlamento Europeu de 2019, consistindo em mais de 1 600 eventos em 125 países. As terceiras greves ocorreram entre 20 e 27 de setembro. Elas ocorreram durante as cimeiras das Nações Unidas, na Cimeira do Clima para a Juventude (21 de setembro) e na Cimeira de Ação Climática (23 de setembro). 27 de setembro também foi o aniversário da publicação de Silent Spring, um livro de 1962 que foi fundamental para iniciar o movimento ambientalista.

## Protestos

### 20 de setembro
No Brasil, nomeadamente em Rio de Janeiro, São Paulo, Belo Horizonte, Fortaleza, Maceió, Recife, São Luís e Salvador, diversas manifestações ocorreram, onde as pessoas protestaram contra os incêndios na Amazônia, contra as indústrias poluentes (termoelétricas), contra as mudanças climáticas e para que todos ajudem a "salvar o planeta".
Centenas de estudantes na capital portuguesa de Lisboa protestaram a uma demanda do governo por medidas ambientais, incluindo o fechamento de usinas de carvão e gás no país, além de várias outras questões sobre o meio ambiente em Portugal.
Os principais protestos ocorreram nos Estados Unidos, nomeadamente em Nova Iorque (onde irá ocorrer a Cúpula do Clima da ONU) e na capital Washington, D.C. Outros protestos também ocorreram em dezenas de outros países ao redor do mundo. Na Austrália, cerca de 300 mil pessoas foram às ruas em mais de 100 cidades; em Londres, Inglaterra, o número foi de 100 mil pessoas. Na Alemanha, cerca de 1,4 milhão de pessoas compareceram nos protestos. Milhares e milhares de pessoas também foram às ruas em África do Sul, Bolívia, Dinamarca, Países Baixos, Oceania, Índia, Noruega, Polônia, Ucrânia e em diversos outros países.
Alguns meios de comunicação previram que as greves fossem o maior protesto climático da história mundial, sendo que, posteriormente, os organizadores relataram que mais de 4 milhões de pessoas participaram das greves em todo o mundo, confirmando assim as expectativas.

### 27 de setembro
Em 27 de setembro, mais de 2 400 protestos foram planejados e realizados ao redor do mundo. Os principais protestos ocorreram na Itália, onde houve mais de 1 milhão de manifestantes nas ruas, e na Nova Zelândia, onde houve mais de 170 000 protestantes. No Canadá, onde Greta Thunberg deve falar nos próximos dias, o conselho escolar de Montreal cancelou as aulas para seus 114 000 alunos.

## Reações
O líder espiritual, Dalai-lama, publicou uma mensagem na sua conta oficial do Twitter apoiando as manifestações. "Esta é provavelmente a geração mais jovem que tem sérias preocupações com a crise climática e seus efeitos no meio ambiente. Eles estão sendo muito realistas sobre o futuro. Eles veem que precisamos ouvir os cientistas. Nós devemos encorajá-los.", afirmou o líder.
O ator australiano Chris Hemsworth publicou um vídeo em sua conta no Instagram em que aparece em meio à manifestação. "A crise climática está sobre nós. As crianças entendem a ciência básica de que, se continuarmos a poluir o planeta, as mudanças climáticas piorarão e elas não terão futuro", escreveu o ator.